# Stožec
Stožec je geometrijsko telo.

## Krožni stožec
Beseda stožec običajno označuje pokončni krožni stožec - to je telo, ki je omejeno s krogom (osnovna ploskev) in krivo ploskvijo v obliki krožnega izseka (plašč). Pokončni krožni stožec je rotacijsko simetričen glede na premico, ki jo imenujemo os stožca, in ima enako dolge stranice (stranske robove).
Spodnja slika predstavlja mrežo (pokončnega krožnega) stožca:
Razgrnjen plašč ima obliko krožnega izseka. Dolžina krožnega loka v izseku mora biti enaka obsegu kroga, ki predstavlja osnovno ploskev.
Presek stožca z ravnino, ki vsebuje os, imenujemo osni presek stožca. Osni presek (pokončnega krožnega) stožca je enakokraki trikotnik. Stožec, ki ima za osni presek enakostranični trikotnik, imenujemo enakostranični stožec.
Če plašč stožca presekamo z ravninami v različnih legah, dobimo krivulje, ki jih imenujemo stožnice.
Poševni krožni stožec ima za osnovno ploskev krog, vendar pa ni rotacijsko simetričen (vrh ne leži točno nad središčem osnovne ploskve).

## Posplošeni stožec
Posplošeni stožec ima namesto krožne osnovne ploskve kak drug lik - npr. osnovno ploskev eliptične oblike.

## Formule
Prostornina poljubnega stožca:
{\displaystyle V={\frac {1}{3}}{\mathcal {O}}v}
Površina poljubnega stožca:
{\displaystyle P={\mathcal {O}}+pl}
Prostornina pokončnega krožnega stožca:
{\displaystyle V={\frac {1}{3}}\pi r^{2}v}
Površina pokončnega krožnega stožca:
{\displaystyle P=\pi r^{2}+\pi rs\!\,}
Razlaga:
O = ploščina osnovne ploskve
pl = površina plašča
r = polmer osnovne ploskve
v = višina stožca
s = stranica stožca:
{\displaystyle s={\sqrt {r^{2}+v^{2}}}}